# Nastaʿlīq
Nastaʿlīq (persisch نستعليق, DMG Nastaʿlīq, von nasḫ-e taʿlīq, »hängende Nasḫ«) ist als Sonderform der arabischen Schrift eine besondere Stilart der persischen Kalligraphie und wurde der Legende nach von Mīr ʿAlī Tabrizi, einem persischen Kalligrafen aus dem 14./15. Jahrhundert, in Täbris geschaffen. Die Nastaliq-Schrift ist eine oft sehr klein geschriebene Kursivschrift und eine Mischung aus Naschī und Taliq, von denen auch der Name Nastaʿlīq abgeleitet ist. Im 15. Jahrhundert wurde sie die am meisten gebrauchte Schrift Persiens und verbreitete sich von da aus nach Osten.
Anders als die Naschī, die die horizontale Linie und die Proportionen zwischen den Buchstaben betont und im religiösen Kontext verwendet wird, z. B. für die Schreibung des Koran bzw. für Koran- oder Hadithzitate, ist Nastaʿlīq die Schrift für den Alltagsgebrauch in Verwaltung, Geschäft, Buchtiteln, Schildern, Plakaten und Briefen. Wegen ihrer schwungvollen Unterzüge, verlängerten horizontalen Linien, betonten Rundformen und dem Fehlen von Serifen gilt sie als eleganteste der persischen Schriften.
Am Hof der Mogulherrscher in Delhi wurde im 17. Jahrhundert für Verwaltungsangelegenheiten die Shikasta-Schrift eingeführt, die eine erheblich schnellere Niederschrift als das Nastaʿlīq ermöglichte. Der Vertraute des Marathenfürsten Shivaji, Balaji Aviji, soll dies bei einem Aufenthalt dort beobachtet und analog zur „gebrochenen Nastaʿlīq“ (persisch شکسته‌نستعلیق šekaste-nasta'liq) eine auf der Devanagari-Schrift basierende Schreibweise, die Moḍī-Schrift, am Marathenhof eingeführt haben (hindi moḍī „gebrochen“).
Seiner kalligrafischen Natur entsprechend, ist Nastaliq schwer als Font für den Satz oder die Computerdarstellung zu fassen. Zum Beispiel benötigte Monotypes Nastaliq Font für den Fotosatz 20.000 verschiedene Glyphen.
Aus der Nastaʿlīq-Schrift ist später die vor allem in Briefen und Notizen verwendete Schekaste-Schrift (von persisch šekaste, „gebrochen“), genannt auch persisch شکسته‌نستعلیق, DMG šekasteh nastaʿlīq, entstanden.

## Beispiele

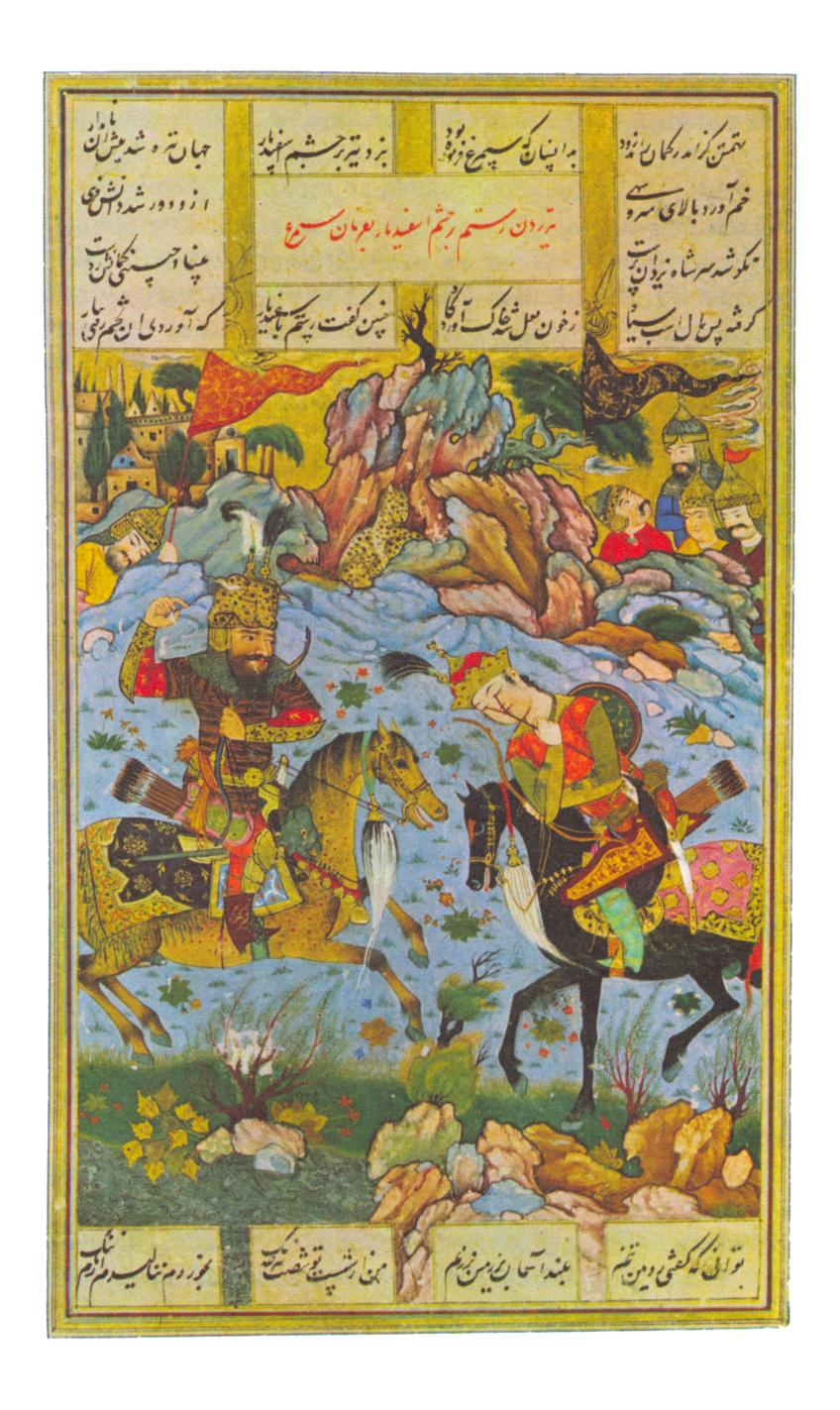
Nastaliq in einer Schāhnāme-Handschrift
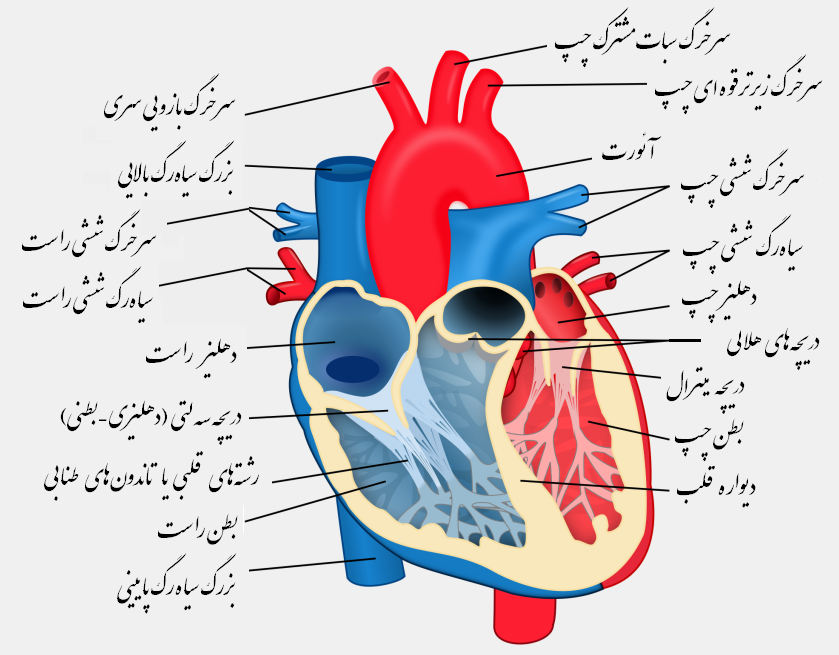
Nastaliq-Beschriftung
Nastaliq-Basmala
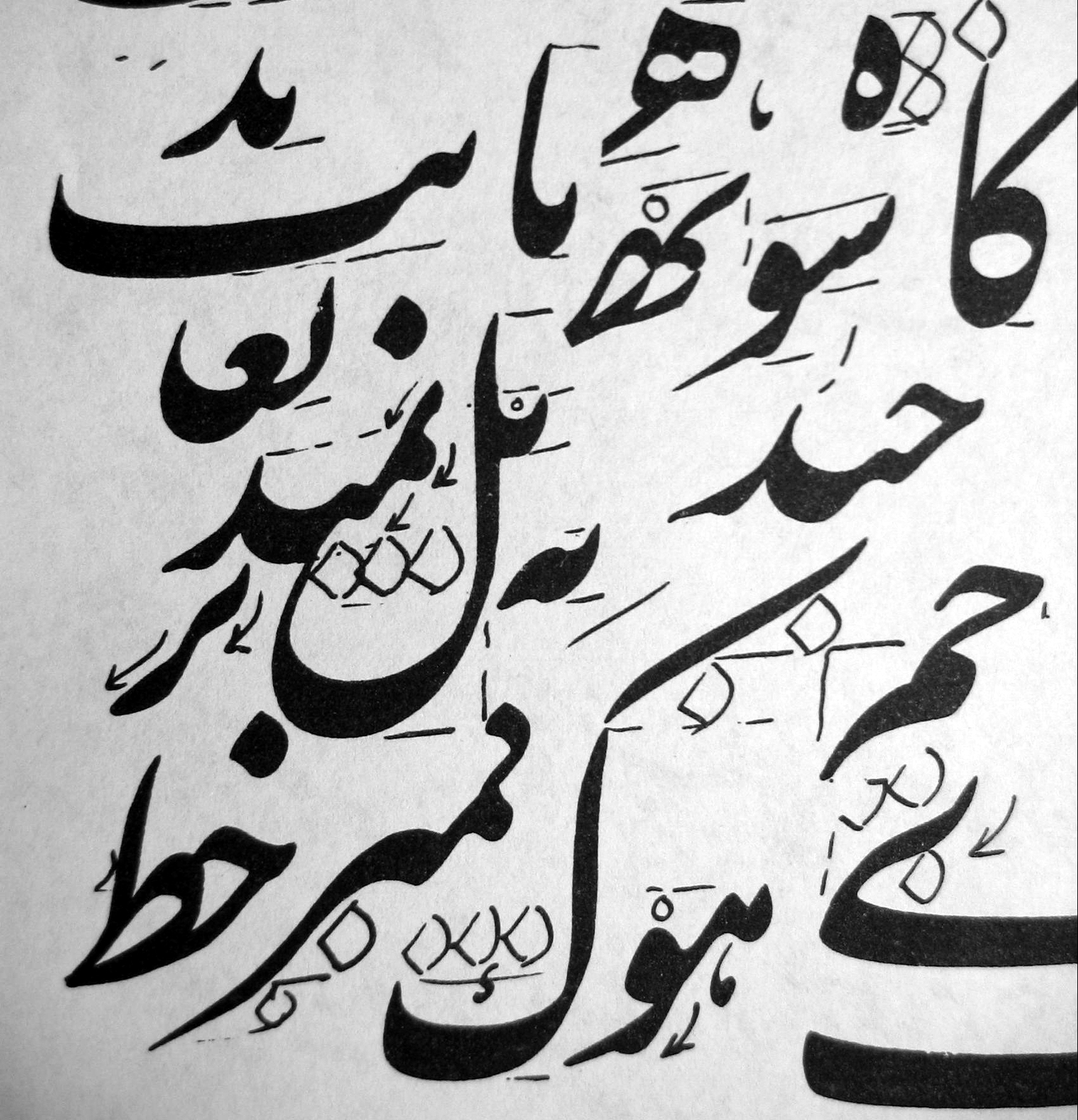
Nastaliq-Proportionen
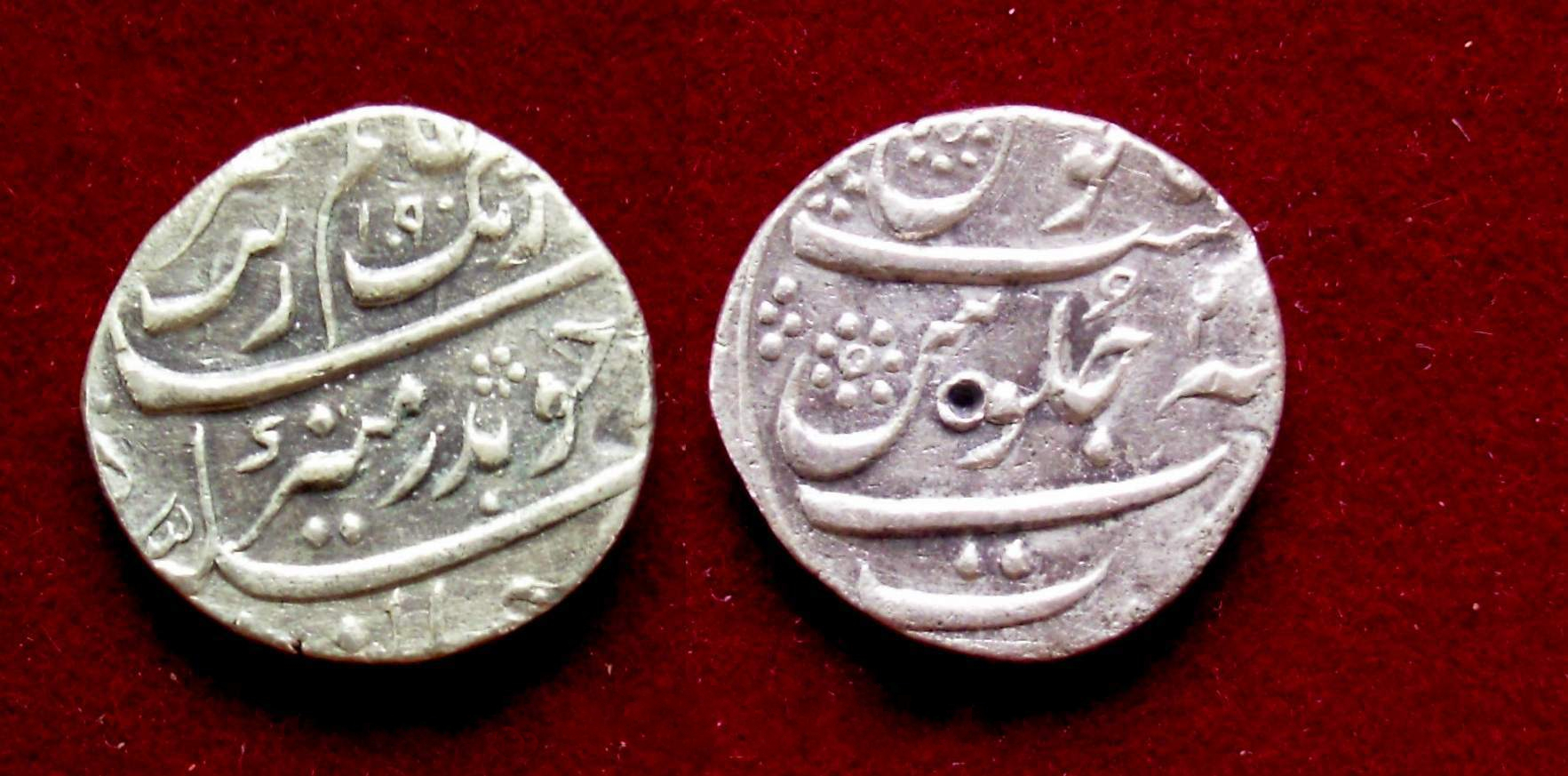
Nastaliq-Inschriften auf einer Mogul-Münze
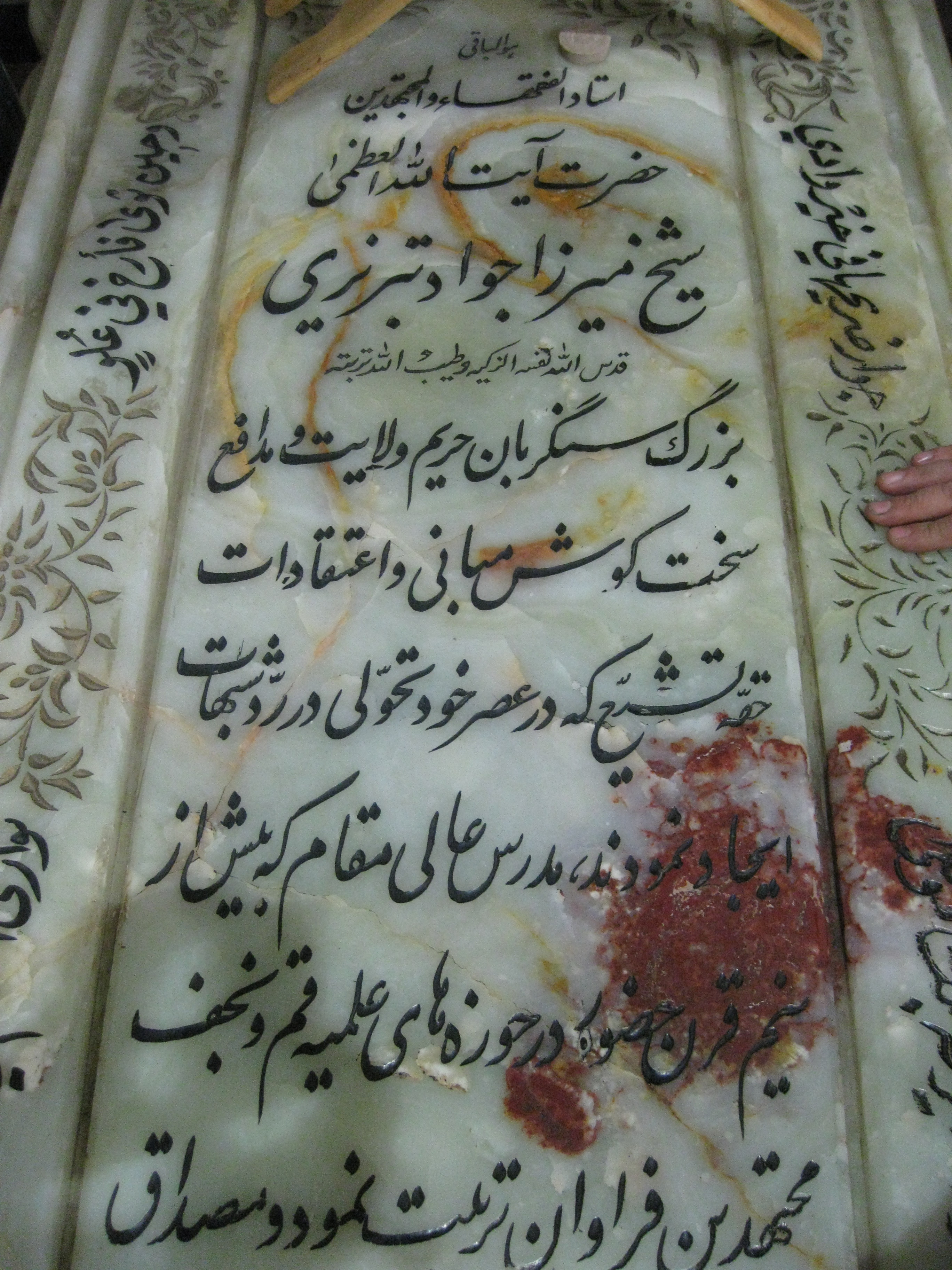
Nastaliq-Inschriften auf einer Grabplatte